# Tricia Angela Pugeda
Tricia Angela Pugeda es una deportista filipina que compitió en taekwondo. Ganó una medalla de bronce en el Campeonato Asiático de Taekwondo de 1994, en la categoría de –51 kg.

## Palmarés internacional
| Campeonato Asiático | Campeonato Asiático | Campeonato Asiático | Campeonato Asiático |
| Año                 | Lugar               | Medalla             | Categoría           |
| ------------------- | ------------------- | ------------------- | ------------------- |
| 1994                | Manila (Filipinas)  | Medalla de bronce   | –51 kg              |